# 鮮鶴平和賞
鮮鶴平和賞（ソナクへいわしょう　英語：SUNHAK PEACE PRIZE）は、世界平和統一家庭連合（旧：世界基督教統一神霊協会〈統一教会〉）の創始者文鮮明・韓鶴子夫妻の平和思想に基づき、文鮮明の死後、韓鶴子により設立された平和賞。厳格な審査を経て、「義人以上の方」が「平和の母（韓鶴子）」から選ばれる。鮮鶴平和賞は受賞者の評判に基づいて与えられるものではなく、個人または組織の平和の理想への重要な貢献に基づいて授与される賞で、人類の発展のための革新、平和的な紛争解決、そして環境保護を認め奨励する役割をもつ。

## 設立趣旨
「平和の範囲を未来にまで広げなければなりません。たとえ私たちが直接会うことのない子孫であったとしても、彼らが幸せな人生を送れるようにしなければなりません」
「本当の平和とは、単に宗教や人種、国家間で起こる対立を終わらせることだけではありません。私たちを苦しめるものとして、分別のない環境破壊、そして未来への備えがないことが挙げられます。それにもかかわらず、既存の平和賞は、今の世代の問題解決にばかりこだわっています。現在の問題を解決しながらも、同時に幸せな未来をつくり上げていくことこそ、私たちが今、取り組むべきことです。その志を抱きながら、苦しみに満ちたこの世界の架け橋となるため、鮮鶴平和賞は最初の一歩を踏み出したのです。」2015年

## 受賞者
- 第1回（2015年8月28日）受賞者：インドの水産養殖研究者であるM・ビジェイ・グプタ博士と、アノテ・トン大統領（当時、キリバス）（気候変動の重要性の認識を広めようとする努力を称えるため） 最初のテーマは「海」
- 第2回（2017年）受賞者：アフガニスタンの教育者であるサキーナ・ヤクービ（英語版）博士、国際的な医療提供者であるジーノ・ストラーダ（英語版）博士
- 第3回（2019年2月9日）受賞者：アフリカ開発の先導者であるアキンウミ・アデシナ（英語版）博士と、ソマリアの女性人権活動家のワリス・ディリー女史　第三回テーマは「アフリカの人権と開発」
- 第4回（2020年2月5日）受賞者：マッキー・サルセネガル共和国大統領と、ムニブ・Ａ・ユナン（英語版）ルーテル司教（二名の平和のための取り組み、及びアフリカの繁栄に尽力したことを称えるため）、及び創設者特別賞初の受賞者として潘基文（パン・ギムン）(前)国連事務総長（環境問題に関するリーダーシップと持続可能な開発目標を確立した功績を称えるため）[2]
- 第5回（2022年2月12日）受賞者：ウイルス学者・オックスフォード大学教授であるサラ・ギルバート (免疫学者)（英語版）博士[3]及びGAVIアライアンス（Gavi, the Vaccine Alliance＝ワクチンと予防接種のための世界同盟）（ワクチン開発と配布の功績、特にCOVID-19パンデミック時における働きを称えるため）創設者特別功労賞第二の受賞者には、カンボジアのフンセン首相（世界平和実現への取り組みを称えるため）[4]
- 第6回（2025年4月11日　ソウル蚕室のロッテホテルで開催予定）受賞者：アフリカの教育革新に貢献した、「パトリック・アウア」、グローバル・貧困撲滅・運動を展開した、「ヒュー・エヴァンス」、環境復元と、経済発展を組み合わせた、先駆的な活動を行った、「ワンジラ・マタイ」。 設立者特別賞には、東ティモールの、民主主義と平和を定着させた、サナナ・グスマオ 元大統領。

## 鮮鶴平和賞の委員長
- 第1回〜4回：洪一植（ホンイルシク）博士
- 第5回：ジョゼ・マヌエル・ドゥラン・バローゾ元欧州連合委員会委員長

## 参考
- 自叙伝 人類の涙をぬぐう 平和の母（2020年3月24日 発行、紙ベースの本）
- [PeaceTV] HJグローバルニュース(2020年5月2日、web)
- UPF-Japan 活動レポートより（2022年2月10日、web）
- [PeaceTV] HJグローバルニュース(2025年1月18日、web)